# 伊藤里奈
伊藤 里奈（いとう りな、1978年12月22日 - ）は、日本のフリーアナウンサー。三重県員弁郡出身。2014年にオフィスコットンを辞め、フリー。青山学院大学法学部卒業。

## 略歴
2003年4月から2006年3月まで秋田朝日放送のアナウンサー、2006年4月から2008年9月まで福島テレビの契約アナウンサーを経て、2008年10月からはフリーで活動している。

## 出演

### 秋田朝日放送
- 朝だ!生です旅サラダ - 秋田担当レポーター
- サタナビっ!（2004年10月4日 - 2006年3月25日） - 中継担当・ディレクター兼務
- 八波一起のTVイーハトーブ - 7代目秋田担当レポーター
- TVイーハトーブ 土曜のてっぺん（2005年4月2日 - 2006年3月18日） - 秋田担当レポーター
- ヒューマンバラエティ 日曜のマゼラン（2004年4月4日 - 2005年3月27日） - 秋田担当レポーター
- 秋田朝日放送開局10周年特番 - レポーター（秋田駅前担当）
- おはよう!秋田市から - ナレーション
- あきた東西南北 - ナレーション・ディレクター兼務

### 福島テレビ
- サタふく（2006年4月1日 - 2008年3月29日） - 司会
- ほっとスポット→ハピ☆ネタ（ - 2008年3月28日） - パーソナリティ
- 福島トヨタ プリウスエコラン2008（2008年6月）
- Lばんスーパーニュース
- めざましテレビ公認わがまま!気まま!旅気分 - パンチ佐藤が行く!会津癒し旅

### フリー
- ワイド!スクランブル（2008年10月3日 - 2009年、テレビ朝日） - 金曜「耳より美・食・住」
- ママと子どもの健康ライフ〜ラクトフェリンの活躍〜（2012年8月12日 - 2013年3月9日、福島テレビ）

### ナレーション
- ヒルナンデス! - （水曜、日本テレビ）
- マレーシア　楽園への扉　第三章 - （土曜、日曜、BS朝日）
- オトナの休日 - （J:COM）
- サタデーLIVE - （土曜、TOKYO MX）
- 太川蛭子の旅バラ
  - ローカルすぎバスツアーの旅
- よじごじDays - （木曜、テレビ東京）